# Bagher Kalhor
Bagher Kalhor, pers. باقر کلهر (ur. 23 maja 1979 w Dizin) – irański narciarz alpejski, olimpijczyk.
Zawodnik wystartował na Zimowych Igrzyskach Olimpijskich 2002 w Salt Lake City w slalomie. Kalhor jednak nie ukończył rywalizacji.